# افعی رخ‌چاله زیبا
افعی رخ‌چاله زیبا (نام علمی: Trimeresurus venustus)، یک گونه مار زهرآگین افعی رخ‌چاله و بومی جنوب تایلند است. نام‌های رایج آن شامل افعی رخ‌چاله زیبا و افعی رخ‌چاله‌ای خال‌قهوه‌ای است.